# Міст короля Фахда
Міст короля Фахда (араб. جسر الملك فهد, англ. King Fahd Causeway) — комплекс мостів і гребель, що зв'язують місто Ель-Хубар (Саудівська Аравія) з острівною державою Бахрейн. Названий на честь короля Саудівської Аравії Фахда ібн Абдель Азіз Аль Сауда.
Угоду про будівництво об'єкта підписано 8 липня 1981 року; саме будівництво розпочалося через рік. Перший камінь в основу мосту 11 листопада 1982 року заклали керівники держав король Фахд і емір Іса ібн Салман аль-Халіфа. Міст був побудований до 1986 року; 25 листопада 1986 року відбулося урочисте відкриття споруди.
Проєкт повністю фінансувався Саудівською Аравією і обійшовся в 1,2 мільярда доларів США. Прокладена по мосту чотирисмугова дорога простягається на понад 25 кілометрів.
Автомобільний міст перетинає Перську затоку і з'єднує місто Ель-Хубар з островом Бахрейн. Конструкція моста є однією з найскладніших у світі, фактично він являє собою комплекс з трьох великих мостів та штучних островів. Найбільший насипний острів Умм аль-Насан розташований в центрі мосту. Цей острів фактично є кордоном між Саудівською Аравією та королівством Бахрейн, на його території розміщені транспортні термінали і пропускні пункти, а також обладнані майданчики для відпочинку.
Спеціально для туристів на острові побудували високу вежу з оглядовим майданчиком, з якого відкривається чудовий краєвид на один з найдовших мостів у світі (5194 м).
У лютому 2003 року на мосту короля Фахда бахрейнська поліція заарештувала п'ятьох осіб, підозрюваних у зв'язках з терористичною організацією Аль-Каїда. У березні 2011 року через міст короля Фахда було оперативно перекинуто 1000 саудівських військовослужбовців і 500 поліцейських ОАЕ для боротьби із заворушеннями в Бахрейні (2011).